# 戴德拉·查尔斯
戴德拉·查尔斯（英語：Daedra Charles，1968年11月22日—2018年4月14日），生于密歇根州底特律，美国前女子篮球运动员。她曾获得1992年夏季奥运会女子篮球比赛铜牌和1994年女子篮球世锦赛季军。